# 加那利群島天文研究所

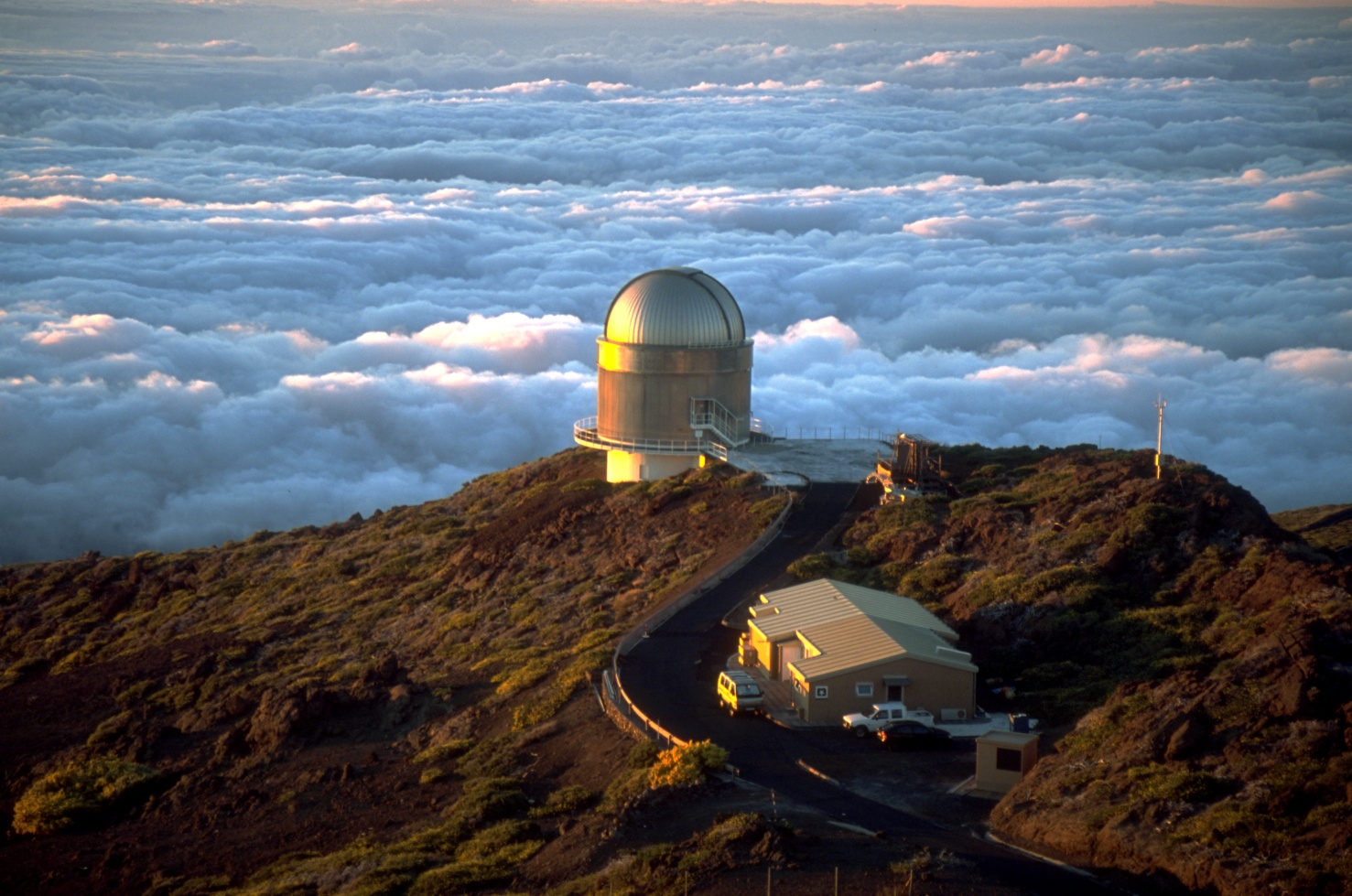
拉帕爾馬島穆查丘斯羅克天文台的北歐光學望遠鏡。

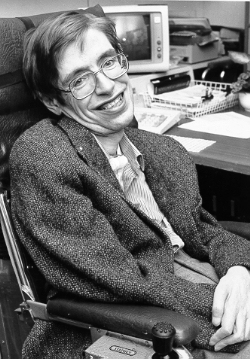
2016年，被任命為加那利群島天文研究所名譽教授的英國科學家 史蒂芬·霍金。

加那利群島天文研究所（英語：Instituto de Astrofísica de Canarias，IAC）是位於西班牙加那利群島於1975年成立的拉古納大學內的一所天體物理學研究所。 它在加那利群島運營著兩個天文台：在拉帕爾馬島穆查丘斯羅克天文台，和特內里費島上的泰德天文台。
IAC的現任首長是拉斐爾·雷博洛·洛佩斯。2016年，英國科學家斯蒂芬·霍金被任命為IAC名譽教授，這是該研究所作出的第一次此類任命。

## 外部連結
- IAC Homepage （页面存档备份，存于）
- European Northern Observatory （页面存档备份，存于）